# راونبرگ (کرایشگاو)
شهر راونبرگ (به آلمانی: Rauenberg) در ایالت بادن-وورتمبرگ در کشور آلمان واقع شده‌است.